# Hjalmar Gabrielson
Samuel Hjalmar Napoleon Gabrielson, född 1 mars 1876 i Hällstads församling, död 27 juni 1949 i Långedrag, Västra Frölunda församling, var en svensk konstsamlare och mecenat i Göteborg med fokus på ung modern konst, främst från Norden, Tyskland, Frankrike och Ryssland.

## Biografi
Hjalmar Gabrielson arbetade först som postexpeditör i Göteborg mellan åren 1909–1921, och var då samtidigt mycket aktiv som facklig representant. Redan under sin tid på posten började han att samla konst men det var i och med den förmögenhet som han lyckades skapa genom fastighetsaffärer i Sverige och Tyskland som hans samling växte. Konstsamlingen, som under hans levnad beskrevs som en av Sveriges förnämsta, omfattade till slut bland annat Renoir, Cezanne, Matisse, Braque, Léger, Chagall, Willumsen, Viking Eggeling, Kandinsky, Kurt Schwitters, El Lissitzky, László Moholy-Nagy, Oskar Fischer, Johannes Itten, Alexej von Jawlensky och Willi Baumeister. Stora delar av konsten från Der Sturm-gruppen och  konstruktivisterna sattes samman under perioden 1922–1923 med hjälp av den rumänske målaren Arthur Segal som tillhörde den berlinska Novembergruppe och som hade kontakter med Bauhausskolan. Delar av samlingen ställdes ut vid ett flertal tillfällen, bland annat i Valandhuset i oktober 1923 i anslutning till utställningen Der Sturm International Kunst och på konstakademin i Stockholm 1928. År 1949, samma år som Gabrielson dog, visades hans samling 2 juni till 7 augusti på Göteborgs konstmuseum och konsthall. Hans vid tiden mycket omtalade självporträttsamling som omfattade många av tidens största nordiska unga konstnärer finns idag bevarad på Göteborgs konstmuseum medan mycket av den andra konsten splittrades och såldes i delar till samlare över hela världen. Hjalmar Gabrielson är begravd på Norra begravningsplatsen utanför Stockholm.